# Caesar von Hofacker
Caesar (también Cäsar)von Hofacker  (Ludwigsburg, 2 de marzo de 1896 - Berlín, 20 de diciembre de 1944) fue un teniente coronel alemán de la Luftwaffe y miembro del complot del 20 de julio contra Adolf Hitler.

## Biografía
Su padre fue Eberhard von Hofacker, distinguido general de la Primera Guerra Mundial galardonado con la Pour le Mérite, y era primo del coronel Claus von Stauffenberg. Sirvió en la Primera Guerra Mundial como piloto, graduándose de abogado en el período de entreguerras.
Durante el fracasado complot del 20 de julio de 1944 su misión era ser agente secreto entre su primo y el general Carl-Heinrich von Stülpnagel, como asesor personal de éste que se encontraba en París. Admirador de Erwin Rommel, trató de involucrarlo en el complot, igual tarea realizó con Günther von Kluge sin éxito.
Stülpnagel y Hofacker destruyeron la mayor cantidad de documentos que pudieron ante la certeza de que Hitler no había perecido en el atentado pero el 26 de julio fue arrestado y torturado por la Gestapo.
Posteriormente ante el funesto Volksgerichtshof se mantuvo desafiante frente al juez Roland Freisler diciendo que su único arrepentimiento era el no haber sido capaz de matar a Hitler él mismo. Fue condenado a muerte por alta traición y ahorcado con cuerdas de piano en la prisión de Plötzensee en Berlín.